# Pescara Tribunale
Pescara Tribunale (wł. Stazione di Pescara Tribunale) – przystanek kolejowy w Pescarze, w prowincji Pescara, w regionie Abruzja, we Włoszech. 
Znajduje się na linii Adriatica.
Według klasyfikacji RFI ma kategorię brązową.

## Historia
Przystanek kolejowy został otwarty 9 listopada 2007.

## Linie kolejowe
- Adriatica

## Ruch pociągów
Przystanek kolejowy jest obsługiwany tylko przez pociągi regionalne, niektóre obsługiwane przez Trenitalia, a inne przez Ferrovia Adriatico Sangritana.